# Proteïna vírica no estructural
En virologia, una proteïna no estructural és una proteïna codificada per un virus però que no forma part de la partícula vírica. Normalment inclouen els diversos enzims i factors de transcripció que el virus utilitza per replicar-se, com ara una proteasa vírica (3CL/nsp5, etc.), una replicasa d'ARN o altres polimerases dirigides per plantilla, i alguns mitjans per controlar l'hoste.